# Войгт, Яап
Якоб (Яап) Войгт (нидерл. Jacob (Jaap) Voigt, 7 июня 1941, Амстердам, Нидерланды) — нидерландский хоккеист (хоккей на траве), нападающий.

## Биография
Яап Войгт родился 7 июня 1941 года в нидерландском городе Амстердам.
Играл в хоккей на траве за «Амстердамсе».
В 1964 году вошёл в состав сборной Нидерландов по хоккею на траве на Олимпийских играх в Токио, поделившей 7-8-е места. Играл на позиции нападающего, провёл 5 матчей, забил 3 мяча (два в ворота сборной Канады, один — Гонконгу).
В течение карьеры провёл за сборную Нидерландов 41 матч.
В дальнейшем изучил геологию, работал консультантом сначала в компании Philips, затем самостоятельно.
После того как увлёкся китайской философией, с конца 80-х написал сам и в соавторстве ряд книг, посвящённых человеческому бытию. В 2003 году перевёл на нидерландский язык книгу Лао-цзы «Дао дэ цзин».